# Kim Ga-yeon
Kim Ga-yeon (hangul: 김가연; ur. 9 września 1972 w Gwangju) – południowokoreańska aktorka.

## Życiorys

### Kariera aktorska
W wieku 18 lat zadebiutowała w teatrze. Pierwszą rolę w serialu telewizyjnym grała w 1996, a w filmie w 2000.

### Pozostałe przedsięwzięcia
W latach 2010–2012 wspierała finansowo i organizacyjnie drużynę e-sportową swojego męża, SlayerS, rywalizującą w grze Starcraft II. W środowisku graczy jest znana jako Jessica.

### Życie prywatne
Ma córkę Lim Seo-ryung (hangul: 임서령) z pierwszego małżeństwa, urodzoną w 1996.
W 2011 roku zawarła cywilne małżeństwo z południowokoreańskim graczem komputerowym Lim Yo-hwan, znanym także jako BoxeR. 1 sierpnia 2015 roku urodziła się ich córka, Lim Hae-ryung (hangul: 임하령). Oficjalna ceremonia ślubna odbyła się 8 maja 2016 roku.

## Nagrody i wyróżnienia
- 2004: nagroda Grand Bell Awards za najlepszą drugoplanową rolę kobiecą w filmie Eodiseonga nugungae museunili saengkimyeon teulrimeobshi natananda Hong Ban-jang.